# رزمگاه (اردبیل)
رزمگاه یک روستا در ایران است که در دهستان فولادلوی شمالی بخش هیر شهرستان اردبیل واقع شده‌است. جمعیت آن در سرشماری سال ۱۳۸۵، ۹۷ نفر (۲۳ خانوار) بوده‌است.